# ریاحین‌الشریعه
ریاحین الشریعه کتابی در شرح حال زنان مسلمان از گذشته تا عصر کنونی است.

## نویسنده
ریاحین الشریعه نوشته شیخ ذبیح‌الله محلاتی است.

## مختصات کتاب
این کتاب شامل شش جلد است و شرح احوال زنان برجسته شیعه از فاطمه زهرا تا پروین اعتصامی در آن امده است.
جلد اول آن به‌طور کامل به فاطمه زهرا وخصوصیات اخلاقی ایشان اختصاص دارد. در جلد دوم به خدیجه و زینب می‌پردازد . جلد سوم آن با فاطمه بنت اسد، مادر علی بن ابیطالب آغاز می‌شود وتا اواسط آن به شرح‌حال زنان خاندان محمد اختصاص دارد. از اواسط جلد سوم تا پایان سرگذشت زنان دانشمند  از  فاطمه تا پروین اعتصامی به ترتیب حروف الفبا می‌آید.